# Birgit Gärtner
Birgit Gärtner (* 1. Mai 1969 in Schwerin) ist eine deutsche Rechtswissenschaftlerin und politische Beamte. Sie war von 2011 bis 2021 Staatssekretärin im Justizministerium des Landes Mecklenburg-Vorpommern.

## Leben
Gärtner studierte zwischen 1987 und 1991 Rechtswissenschaften an der Martin-Luther-Universität Halle-Wittenberg, erlangte den akademischen Grad „Diplomjuristin“, absolvierte von 1991 bis 1994 den besonderen Vorbereitungsdienst mit Abschluss des zweiten juristischen Staatsexamens in Düsseldorf, war zwischen 1994 und 1997 Referentin im Amt für Rehabilitierung und Wiedergutmachung beim Ministerium für Justiz und Angelegenheiten der Europäischen Union des Landes Mecklenburg-Vorpommern und war von 1997 bis 2003 Referentin im Landesjustizprüfungsamt bei dem Justizministerium des Landes Mecklenburg-Vorpommern.
2003 wurde die Rechtswissenschaftlerin an die Staatsanwaltschaft Schwerin abgeordnet. In der Folge wurde sie 2005 zur Staatsanwältin ernannt und war als Sonderdezernentin in der Abteilung für Kapitaldelikte, Staatsschutzsachen und Verfahren von politischer Bedeutung tätig. Nach einer Abordnung an das Justizministerium Mecklenburg-Vorpommern, wo sie bis 2009 Leiterin des Personalreferates für den Justizvollzug und die Sozialen Dienste sowie ab 2009 Referentin für Öffentlichkeitsarbeit im Stab der Ministerin war, wurde sie im April 2011 an das Justizministerium versetzt und gleichzeitig zur Regierungsdirektorin ernannt.
Am 26. Oktober 2011 wurde Gärtner als Nachfolgerin von Rainer Dopp von Justizministerin Uta-Maria Kuder zur Staatssekretärin für Justiz im Kabinett Sellering II berufen. Dieses Amt hatte sie von November 2016 bis November 2021 auch in den Kabinetten Sellering III und Schwesig I unter Ministerin Katy Hoffmeister inne.

## Privates
Birgit Gärtner ist verheiratet und Mutter zweier Kinder.